# Carmen
«Carmen» — песня американской певицы Ланы Дель Рей, входящяя в её второй студийный альбом «Born to Die» (2012). Песня была опубликована в iTunes Store в Германии, Австрии и Швейцарии лейблом Universal Music Group. Песня вышла вторым промосинглом с альбома после Off to the Races 26 января 2012 года. Музыкальное видео из нарезок и собственных кадров было создано самой Ланой Дель Рей и выпущено 21 апреля 2012 года. Песня получила смешанные отзывы критиков, как положительные, так и отрицательные.

## Создание и релиз
«Carmen» была написана Дель Рей и Джастином Паркером, продюсером стал Эмиль Хейни, исполнительным продюсером стал Джефф Хаскер. Песня писалась в конце декабря 2011 года. Запись производилась в студии Нью-Йорка, сразу же 5 января 2012 года. В интервью для The Sun, Дель Рей рассказала, что песня будет о "обреченной женщине, которая продает своё тело на улицах" Кони-Айленд, которого Дель Рей рассматривает как «важное место в её "на протяжении всей своей карьеры в Нью-Йорке. Дель Рей рассказал Complex, когда мелодия и лирика «Carmen» "собрались вместе":
«I was out really late and walking to the tempo of my own rhythm, and then I just started singing, 'Carmen, Carmen doesn’t have a problem lying to herself  cause her liquor’s top shelf.' And it was an easy cadence. The whole thing just came, and I think I was in a really good place then, so it was like things...it was really easy to channel.»

## Список композиций
Цифровое скачивание
1. «Carmen» - 4:08

## История релиза
| Страна    | Дата           | Формат           | Лейбл                 |
| --------- | -------------- | ---------------- | --------------------- |
| Австрия   | 26 января 2012 | Digital download | Universal Music Group |
| Германия  | 26 января 2012 | Digital download | Universal Music Group |
| Швейцария | 26 января 2012 | Digital download | Universal Music Group |